# Bitwa pod Blair Mountain
Bitwa pod Blair Mountain – zbrojne starcie, które miało miejsce w sierpniu i na początku września 1921 w południowej Wirginii Zachodniej w Stanach Zjednoczonych. Uznawane jest za największy wewnętrzny konflikt zbrojny w historii Stanów Zjednoczonych od czasów wojny secesyjnej. W wydarzeniu tym tysiące górników wyruszyło zbrojnie przeciwko siłom lokalnych władz oraz prywatnym najemnikom zatrudnionym przez właścicieli kopalń węgla, domagając się prawa do zrzeszania się w związkach zawodowych.

## Tło konfliktu
W południowej Wirginii Zachodniej górnicy żyli i pracowali w warunkach niemal całkowitej zależności od właścicieli kopalń. Przedsiębiorstwa kontrolowały nie tylko miejsca pracy, ale także mieszkania, sklepy i służby porządkowe. W takich warunkach działalność związkowa była ryzykowna i często spotykała się z brutalną reakcją.
Od początku XX wieku właściciele kopalń korzystali z usług agencji Baldwin-Felts Detective Agency – prywatnej siły quasi-policyjnej specjalizującej się w łamaniu strajków, eksmisjach i zastraszaniu działaczy. Agenci tej agencji wyrzucali górników z domów, prowadzili brutalne akcje zbrojne i często korzystali z broni maszynowej podczas operacji eksmisyjnych.
Represje były tak nasilone, że Związek Górników Amerykańskich (UMWA), związek zawodowy reprezentujący interesy górników, mimo kampanii agitacyjnych nie był w stanie trwale zakorzenić się w regionie. Działacze byli aresztowani, bici, a niekiedy zabijani, jak w przypadku wydarzeń w Matewan w 1920.

## Masakra w Matewan
W maju 1920 w górniczym miasteczku Matewan doszło do wydarzenia, które miało stać się bezpośrednim impulsem do eskalacji konfliktu. Po tym, jak agenci Baldwin-Felts dokonali brutalnych eksmisji rodzin górników wspierających związek, zostali oni skonfrontowani przez miejscowego burmistrza Cabella Testermana oraz szeryfa Sidneya Hatfielda, popierających UMWA. W wyniku strzelaniny zginęło siedmiu agentów oraz burmistrz – wydarzenie to przeszło do historii jako „Matewan Massacre”. Wzbudziło ono ogromne emocje i umocniło przekonanie górników o konieczności zbrojnej samoobrony.
Po strzelaninie w Matewan Sidney Hatfield, 27-letni szef lokalnej policji, szybko stał się bohaterem w oczach górników. W przeciwieństwie do większości funkcjonariuszy w regionie, Hatfield otwarcie sprzeciwił się przemysłowi węglowemu i wspierającej go agencji Baldwin-Felts. Uważał ich działania za bezprawne i odmówił wykonania ich poleceń, co doprowadziło do bezpośredniej konfrontacji. Po strzelaninie w maju 1920 Hatfield zyskał reputację odważnego obrońcy interesów górników. Po uniewinnieniu przez sąd, jego popularność jeszcze wzrosła. W regionie uważano go za symbol odwagi i sprawiedliwości, a jego postawa miała ogromne znaczenie dla morale i radykalizacji środowisk robotniczych przed bitwą pod Blair Mountain.

## Przebieg bitwy

### Marsz górników
Latem 1921 sytuacja w regionie osiągnęła punkt krytyczny. Władze hrabstwa Mingo zaczęły aresztować działaczy UMWA i stosować represje wobec sympatyków związku, górnicy zaczęli mobilizować się do zbrojnej interwencji. Zbiórkę rozpoczęto w Charleston, stolicy stanu. Górnicy planowali przemarsz przez góry w kierunku hrabstwa Logan – regionu kontrolowanego przez antyzwiązkowego szeryfa Dona Chafina.
1 sierpnia 1921 Sid Hatfield, były szef policji w Matewan, został zastrzelony przed sądem hrabstwa McDowell w Welch. Jego śmierć była impulsem do rozpoczęcia zbrojnego marszu górników, który rozpoczął się 25 sierpnia. Około 10 000 uczestników wyruszyło z Marmet w kierunku hrabstwa Mingo, domagając się m.in. zniesienia stanu wojennego i możliwości organizowania się w związki zawodowe. W trakcie marszu unikali ujawniania przywództwa, a kierownictwo miało charakter rozproszony, chociaż jako nieformalnego lidera wskazuje się postać Billa Blizzarda.

### Starcie

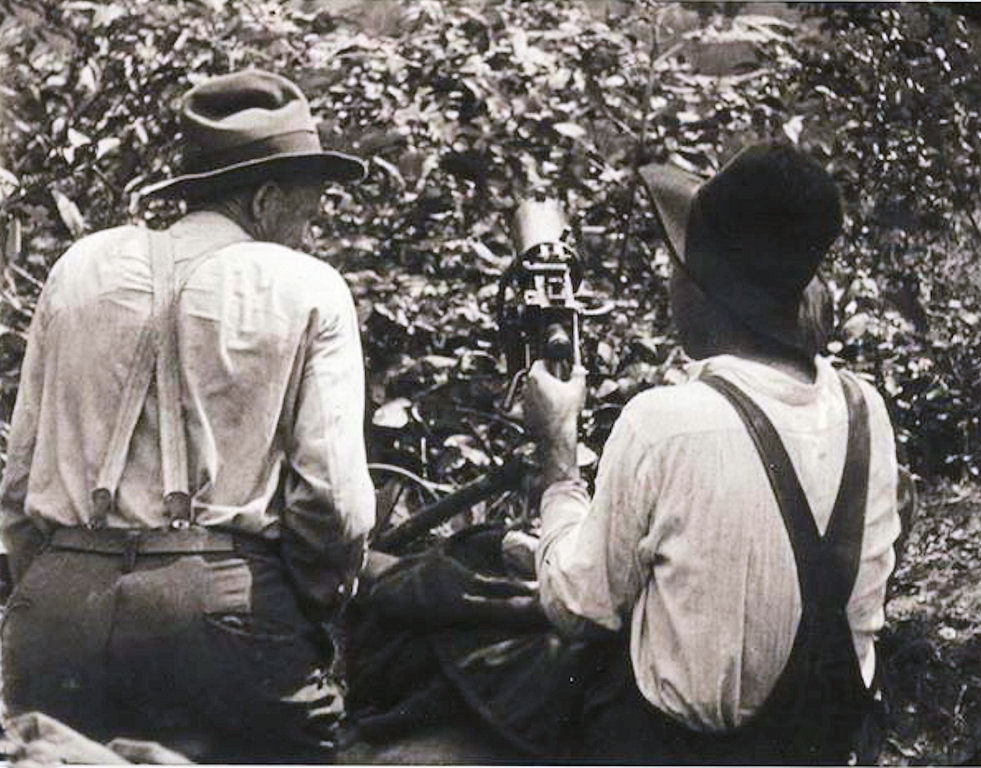
Dwaj górnicy siedzący przy karabinie Browning M1917 podczas starć pod Blair Mountain.

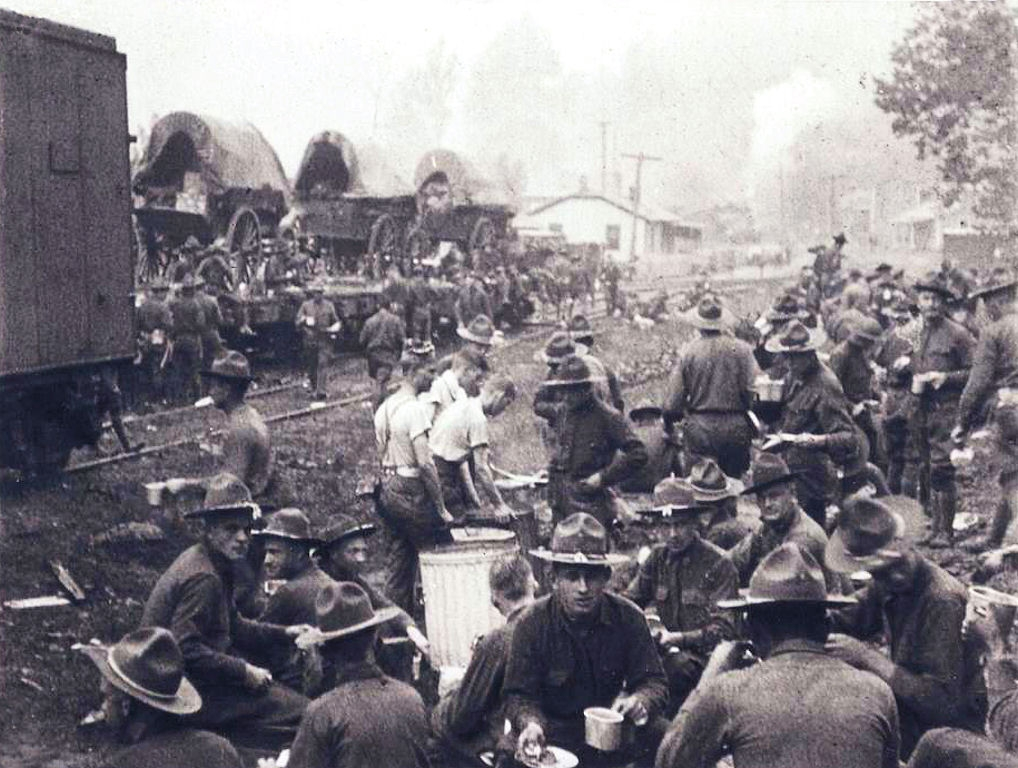
Żołnierze US Army podczas wyładunku w okolicach Blair Mountain.

Siłami przeciwnymi górnikom dowodził szeryf Don Chafin, wspierany przez właścicieli kopalń oraz lokalnych polityków. Zmobilizował on około 2–3 tysięcy osób, w tym strażników kopalnianych, pomocników szeryfa, deputowanych hrabstwa i cywilnych ochotników. Oddziały te, uzbrojone i wyposażone dzięki funduszom przemysłu węglowego, obsadziły pozycje na grzbietach Blair Mountain, strategicznego pasma w hrabstwie Logan, z którego mogły kontrolować dostęp do regionu. 27 sierpnia w miejscowości Sharples doszło do pierwszej poważnej wymiany ognia między siłami porządkowymi a górnikami, w wyniku której zginęło co najmniej dwóch związkowców. Przez kolejne dni walki toczyły się w trudnym, górzystym terenie i miały charakter pozycyjny. W trakcie starć wykorzystywano również wsparcie z powietrza – z wynajętych samolotów zrzucano granaty oraz improwizowane bomby rurowe na pozycje zajmowane przez górników.
30 sierpnia 1921 gubernator Wirginii Zachodniej, Ephraim Morgan, mianował pułkownika Williama Eubanksa z Gwardii Narodowej dowódcą sił ochotniczych, które miały stawić czoła maszerującym górnikom. W kolejnych dniach doszło do serii sporadycznych potyczek, podczas których górnicy zbliżyli się do miasta Logan i nienależących do związków hrabstw Logan i Mingo. Obie strony używały broni maszynowej, w tym karabiny maszynowe Browning M1917. Siły wierne szeryfowi Donowi Chafinowi składały się m.in. z 90 osób z Bluefield, 40 z Huntington oraz około 120 funkcjonariuszy stanowej policji. W trakcie walk zginęło trzech członków tych sił (dwóch ochotników i jeden zastępca szeryfa), a jeden z górników poniósł śmierć.
W związku z eskalacją walk i obawami przed rozprzestrzenieniem się konfliktu na inne części stanu, prezydent Warren Harding – po konsultacjach z gubernatorem Wirginii Zachodniej – podjął decyzję o interwencji federalnej. Na teren hrabstwa Logan skierowano oddziały regularnej armii Stanów Zjednoczonych
Wojska federalne dotarły do rejonu Blair Mountain 2 września i rozpoczęły rozładunek zaopatrzenia. Wielu górników, będących weteranami I wojny światowej, odmówiło walki przeciwko armii. Następnego dnia przywódca marszu Bill Blizzard przekazał rozkaz odwrotu. Obawiając się zatrzymania i konfiskaty uzbrojenia, część uczestników ukryła broń w lasach. Znaleziska w postaci porzuconych karabinów i amunicji pozwoliły późniejszym badaczom zrekonstruować przebieg bitwy.
Po zakończeniu walk 985 górników zostało oskarżonych o przestępstwa takie jak morderstwo, współudział w zabójstwie, spisek oraz zdradę stanu. Większość z nich została uniewinniona przez ławy przysięgłych, lecz niektórzy zostali skazani i odbyli kary do czterech lat więzienia. Ostatni z osadzonych został zwolniony warunkowo w 1925. W trakcie procesu Billa Blizzarda jako materiał dowodowy wykorzystano niewybuchłe bomby – ostatecznie Blizzard został uniewinniony.

## Skutki i dziedzictwo
Pomimo moralnego znaczenia marszu i odwagi górników, bitwa zakończyła się porażką ruchu związkowego w regionie. Po wydarzeniach 1921 UMWA  niemal całkowicie utraciła wpływy w południowej Wirginii Zachodniej – stan ten pozostał nieuzwiązkowiony przez następne kilkanaście lat.
W okresie prezydentury Franklina Delano Roosevelta uchwalono National Industrial Recovery Act, ustawę nadającą pracownikom prawo do zrzeszania się i prowadzenia rokowań zbiorowych. Przyczyniło się to do dynamicznego wzrostu liczby członków UMWA oraz innych związków zawodowych. Jednym z kluczowych liderów tego okresu był John L. Lewis, który zainicjował powstanie Congress of Industrial Organizations (CIO), mającego na celu zrzeszanie pracowników przemysłowych, pomijanych wcześniej przez Amerykańską Federację Pracy (AFL).
Wydarzenia pod Blair Mountain zwiększyły społeczną świadomość trudnych i niebezpiecznych warunków pracy w rejonach górniczych, zwłaszcza w Zachodniej Wirginii. Ruch związkowy zaczął w tym czasie stosować bardziej ofensywne metody walki o prawa pracownicze, co zaowocowało kolejnymi reformami w ramach polityki Nowego Ładu. UMWA odegrało kluczową rolę w organizacji wielu znaczących związków zawodowych lat 30., m.in. w przemyśle stalowym, a także przyczyniło się do rozwoju dużych centrali związkowych, takich jak AFL i CIO.